# Copiphora cochleata
Copiphora cochleata är en insektsart som beskrevs av Ludwig Redtenbacher 1891. Copiphora cochleata ingår i släktet Copiphora och familjen vårtbitare. Inga underarter finns listade i Catalogue of Life.